# Marie Stuartovna (opera)
Marie Stuartovna, původním názvem Maria Stuarda je opera Gaetana Donizettiho o dvou jednáních z roku 1835. Libreto napsal Giuseppe Bardari podle italského překladu stejnojmenného dramatu Friedricha Schillera z roku 1800.

## Hlavní postavy
| Role                                 | Hlas        | Premiéra, 30. prosince 1835 |
| ------------------------------------ | ----------- | --------------------------- |
| Marie Stuartovna, skotská královna   | soprán      | Maria Malibran              |
| Alžběta, anglická královna           | soprán      | Giacinta Puzzi Toso         |
| Anna Kennedyová, Mariina chůva       | mezzosoprán | Teresa Moja                 |
| Robert, hrabě z Leicesteru           | tenor       | Domenico Reina              |
| Vilém Cecil, kancléř státní pokladny | baryton     | Pietro Novelli              |
| Jiří Talbot, hrabě ze Shrewsburry    | bas         | Ignazio Marini              |

## Obsah

### První jednání
Anglie roku 1587. Ve Westminsterském paláci se koná dvorní slavnost. Vévoda z Anjou, bratr francouzského krále, požádal o ruku královny Alžběty a s napětím je očekáván vznik velkolepé aliance obou království. Objevuje se Alžběta, dosud nerozhodnuta, zda má francouzský návrh přijmout. Již několik let patří její srdce Robertu Dudleymu, hraběti z Leicestru, ale nedávno začala pociťovat, že jeho láska k ní slábne.
Jiří Talbot, hrabě ze Shrewsburry a Alžbětin rádce, využívá příležitosti, aby se na královnu obrátil se žádostí o propuštění její příbuzné, vězněné skotské královny Marie Stuartovny, nad níž Talbot vykonává dozor. Kancléř státní pokladny Vilém Cecil ale namítá, že dokud je Marie naživu, představuje stálou hrozbu pro stabilitu Anglie. Alžběta odmítá projednávat osud své příbuzné, ale ve skrytu duše má podezření, že jí Marie ukradla Leicesterovu lásku. Leicester byl v minulosti Mariiným nápadníkem, a když se s ní před mnoha lety setkal ve Francii, byl oslněn její krásnou.
Přichází Leicester a Alžběta mu dává prsten, který má být předán francouzskému vyslanci jako neurčitá odpověď na návrhy ze strany vévody z Anjou. Leicesterova lhostejná reakce Alžbětino podezření ještě posílí a Alžběta následně odchází. Talbot potají předává dopis a miniaturu od Marie. Mariin život, těsně propletený se spiknutím anglických katolíků proti Alžbětě, visí nyní na vlásku. Leicester Talbotovi slibuje, že podpoří jeho plány na Mariino osvobození. Po Talbotově odchodu se bez doprovodu objeví Alžběta, vůči Talbotovi má podezření a žádá, aby jí byl předložen k nahlédnutí dopis, který Leicester drží v ruce. Jde o dopis napsaný Marií Alžbětě se žádostí o audienci. Královna se neubrání slzám. Leicester využije situace a pokusí se Alžbětu přesvědčit, aby v době lovu projela poblíž Mariina vězení a pod touto záminkou uskutečnila své setkání s Marií. Alžběta je zpočátku na pochybách, ale nakonec se rozhodne, že Leicesterově prosbě vyhoví.
Talbot Marii neočekávaně povolil, aby se volně prošla parkem přiléhajícím k jejímu vězení na hrabě Fotheringhay. Marie je šťastná a vzpomíná na léta svobody strávená ve Francii. Náhle se v dálce ozve zvuk loveckých rohů. Blížící se lovci volají jméno Alžběty a Marie pociťuje úzkost při pomyšlení na možné setkání se svou příbuznou. Leicester předběhl lovce, aby mohl Marii připravit na setkání s Alžbětou. Snaží se pak Marii přesvědčit, aby se chovala pokorně a pokusila se v Alžbětě vyvolat soucit. Zaručuje se svou láskou a oddaností a dává jí tak naději, že by ještě mohla opět nabýt volnosti. Pak spěchá přivítat Alžbětu. Ta je rozrušená a Leicesterova starost o Mariin osud v ní podněcuje žárlivost. Talbot přivede Marii, která se poprvé setká s Alžbětou tváří v tvář. Marie ovládne svou hrdost a projevuje vůči Alžbětě úctu, avšak Alžběta zůstává odměřenou a chová se povýšeně. Obviňuje Alžbětu se zhýralosti, vraždy a velezrady. Něžná slova, jimiž se Leicester snaží Marii upokojit, jen posilují Alžbětin hněv. Marie, která již není schopna snášet další a další urážky, se odhodlaně pouští do Alžběty: označuje ze nelegitimního potomka běhny, jejíž minulost poskvrňuje anglický trůn. Alžběta nařizuje strážím, aby se chopily Marie a odvedly ji zpět do vězení.

### Druhé jednání
Marie zůstala uvězněna na hradě Fotheringhay, a to v ještě tvrdších podmínkách. Cecil získal důkaz o zapojení Marie do spiknutí katolíků s cílem Alžbětu zavraždit. V paláci Whitehall má nyní Alžběta na stole rozsudek smrti nad Marií. Svírá ji však úzkost. Pokud rozsudek podepíše, vydá katovi Bohem pomazanou hlavu a obrátí proti sobě celou katolickou Evropu. Cecil Alžbětu přesvědčuje, aby byla silná: jede jí o život a celá Anglie se v případě potřeby postaví na její obranu. Alžbětina nerozhodnost se rozpadne, když se v její pracovně objeví Leicester. Rychle podepíše rozsudek a předá jej Cecilovi. Zděšený Leicester Alžbětu prosí, aby měla slitování a rozsudek zrušila. Alžběta mu však nařídí, že má být přítomen na popravě jako svědek.
Marie ve své komnatě hořce naříká nad svým osudem. Přicházejí Cecil s Talbotem a oznamují jí, že zítra ráno musí zemřít. Cecil chce, aby Marii v jejích posledních chvílích navštívil protestantský duchovní. Marie to odmítá. Talbot jí poté říká, že Leicester bude v době naplnění jejího osudu přítomen a snaží je jí poskytnout útěchu. Marie se chce vyzpovídat před Bohem, což jí však Cecil znemožnil, když jí odepřel katolického kněze. Její srdce je naplněno vzpomínkami na krátkou vládu ve Skotsku, na smrt milovaného oblíbence Davida Rizzia a na smrt manžela Darnleyho. Talbot jí tedy přesvědčuje, aby se vyzpovídala jemu. Marie souhlasí a počíná ulehčovat svému svědomí. Nakonec se doznává k tomu, že bezděčně dala souhlas ke spiknutí anglického katolíka Sira Athonyho Babingtona, jež mělo za cíl zavraždit Alžbětu. S Talbotem se poté modlí k Bohu a prosí za odpuštění.
Druhé den brzy ráno se Mariini sloužící se slzami v očích shromažďují před velkým sálem hradu Fotheringhay. Marie je žádá, aby pro ni neplakali, neboť smrt jí bude vysvobozením. Výstřel z děla oznamuje, že se přiblížil čas popravy. Objevuje se Cecil se strážemi, které mají Marii odvést na popraviště. Alžběta poslala příkaz, že všechna Mariina poslední přání mají být splněna. Marie žádá, aby ji k popravě mohla odvést Anna Kennedyová, a sděluje Cecilovi, že Alžbětě odpouští a modlí se, aby její krev smyla všechnu nenávist. Tu se objevuje Leicester, silně rozrušen, neboť další výstřely z děla oznamují, že ča nadešel. Marie Leicestera upokojuje - sama je ráda, že v čas její smrti jí bude nablízku. Modlí se, aby byla Anglie ušetřeno Božího trestu, a vydává se vstříc své popravě.